# Campionati giapponesi di ski cross 2024
I Campionati giapponesi di ski cross 2024 si sono svolti a Yuzawamachi il 14 marzo. Il programma ha incluso sia la gara femminile che la gara maschile. 
Trattandosi di competizioni valide anche ai fini del punteggio FIS, vi hanno partecipato anche sciatori di altre federazioni, senza che questo consentisse loro di concorrere al titolo nazionale giapponese.

## Risultati

### Uomini
| Pos. | Atleta             | Nazione  |
| ---- | ------------------ | -------- |
| 1    | Taisei Takahashi   | Giappone |
| 2    | Yamato Asakawa     | Giappone |
| 3    | Ryunosuke Ohkoshi  | Giappone |
| 4    | Jinichiro Ishinaka | Giappone |

### Donne
| Pos. | Atleta          | Nazione  |
| ---- | --------------- | -------- |
| 1    | Makiko Arai     | Giappone |
| 2    | Koko Kawashima  | Giappone |
| 3    | Tomoko Hasegawa | Giappone |
| 4    | Ayami Morita    | Giappone |